# Chrysoritis oreas
Chrysoritis oreas (tên tiếng Anh: Drakensburg Copper hoặc Drakensburg Daisy Copper) là một loài bướm thuộc họ Lycaenidae. Đây là loài đặc hữu của Nam Phi, nơi nó có ở vùng đồng cỏ miền đồi núi ở miền đông chân đồi KwaZulu-Natal Drakensberg.
Sải cánh khoảng 21–23 mm đối với con đực và 22–24 mm đối với con cái. Cá thể trưởng thành mọc cánh từ cuối tháng 9 tới giữa tháng 11. Mỗi năm loài này có một thế hệ.
Ấu trùng ăn các loài Thesium.